# Welcome to Sunny Florida
Welcome to Sunny Florida è un DVD e CD della cantautrice statunitense Tori Amos, pubblicato nel 2004.

## Tracce
1. A Sorta Fairytale
2. Sugar
3. Crucify
4. Interlude #1
5. Cornflake Girl
6. Bells for Her
7. Concertina
8. Interlude #2
9. Take to the Sky
10. Leather
11. Cloud on My Tongue
12. Cooling
13. Interlude #3
14. Your Cloud
15. Father Lucifer
16. Professional Widow
17. I Can't See New York
18. Precious Things
19. Tombigbee
20. Amber Waves
21. Hey Jupiter